# Bobvilágbajnokságok érmesei

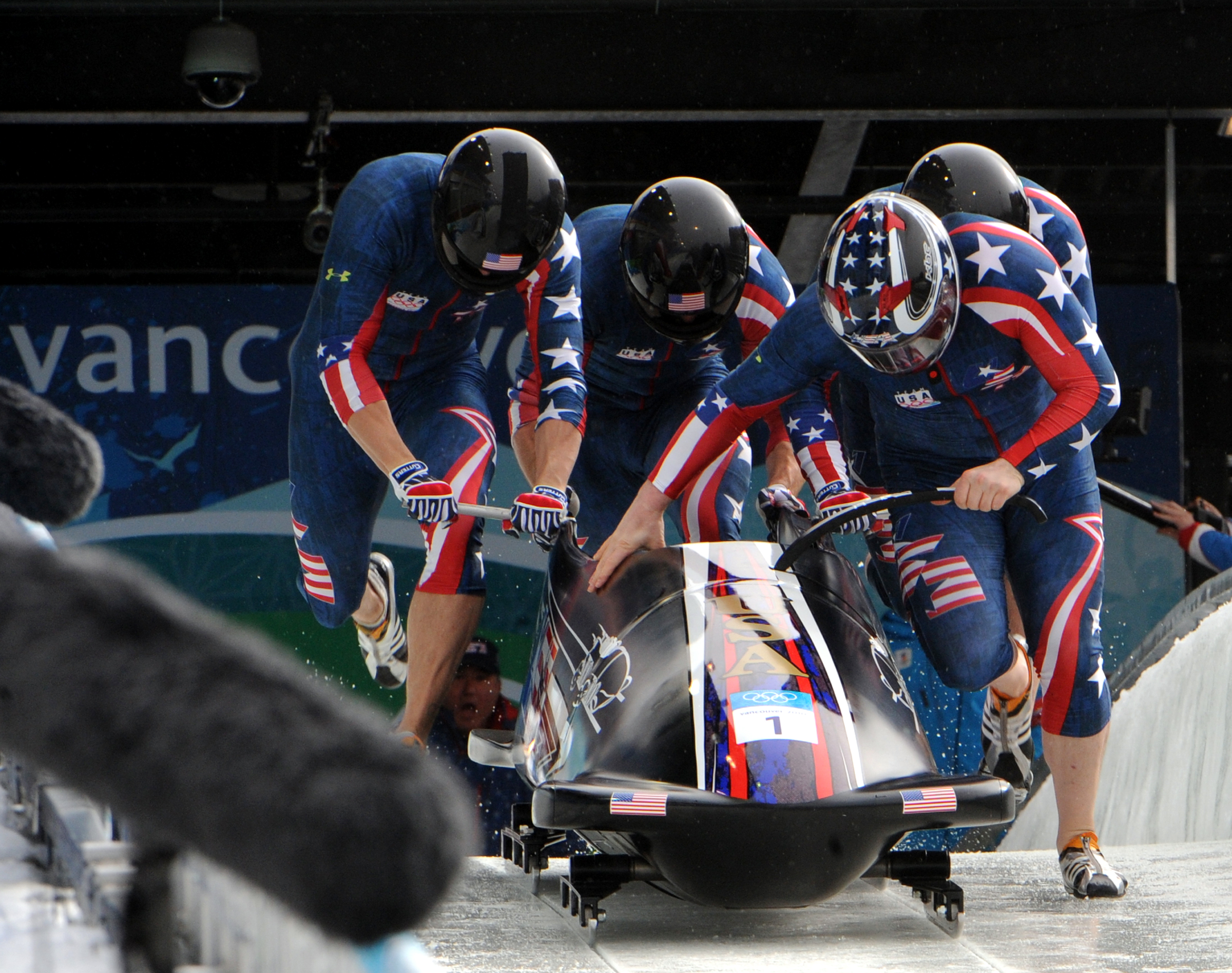
Négyes bob rajtja

A bobsport nemzetközi irányító szervezete – a szkeletonnal együtt – a Fédération Internationale de Bobsleigh et de Tobogganing (FIBT), amely 1930 óta rendez világbajnokságokat. 1930-ban a férfi négyesek kezdtek. 1930-ban a férfi kettesek is bekapcsolódtak, de 1939-ig külön rendezték a vb-ket számukra. A női kettesek számára 2000-ben rendezték az első világbajnokságot. 2007-től rendeznek egy kombinált vegyes váltó-versenyt is, amelyben bob és szkeleton egységek vesznek részt.

## Férfi kettes
| Év, helyszín                | Világbajnok                                 | Világbajnok      | Ezüstérmes                                                    | Ezüstérmes                | Bronzérmes                            | Bronzérmes       |
| 1931 Oberhof                | Hanns Kilian, Sebastian Huber               | Németország      | Bibo Fischer, Gemmer                                          | Németország               | Heinz Volkmer, Anton Kaltenberger     | Ausztria         |
| 1933 Schreiberhau           | Alexandru Papana, Dumitru Hubert            | Románia          | Brüme, Heinzel                                                | Csehszlovákia             | Fritz Grau, Albert Brehme             | Németország 1933 |
| 1934 Engelberg              | Alexandru Frim, Vasile Dumitrescu           | Románia          | Hermann von Mumm, Fritz Schwarz                               | Németország 1933          | Alexandru Papana, Dumitru Hubert      | Románia          |
| 1935 Igls                   | Reto Capadrutt, Emil Diener                 | Svájc            | Josef Lanzendörfer, Karel Růžička                             | Csehszlovákia             | Marchese Storza Birvio, Carlo Soldini | Olaszország 1861 |
| 1937 Cortina d’Ampezzo      | Frederick McEvoy, Byran H. Black            | Nagy-Britannia   | Umberto Gilarduzzi, Antonio Gilarduzzi                        | Olaszország 1861          | Reto Capadrutt, Hans Aichele          | Svájc            |
| 1938 St. Moritz             | Bibo Fischer, Rolf Thielacke                | Németország 1933 | Frederick McEvoy, Charles Green                               | Nagy-Britannia            | Fritz Feierabend, Josef Beerli        | Svájc            |
| 1939 St. Moritz             | René Lunden, Jean Coops                     | Belgium          | Bibo Fischer, Rolf Thielecke                                  | Németország 1933          | Hanns Killian, Schletter              | Németország 1933 |
| 1947 St. Moritz             | Fritz Feierabend, Stephan Waser             | Svájc            | Felix Endrich, Fritz Waller                                   | Svájc                     | Max Houben, Jacques Mouvet            | Belgium          |
| 1949 Lake Placid            | Felix Endrich, Friedrich Waller             | Svájc            | Fritz Feierabend, Heinrich Angst                              | Svájc                     | Frederick Fortune, John McDonald      | USA              |
| 1950 Cortina d’Ampezzo      | Fritz Feierabend, Stephan Waser             | Svájc            | Stanley Benham, Patrick Martin                                | USA                       | Frederick Fortune, William d'Amico    | USA              |
| 1951 Alpe d’Huez            | Anderl Ostler, Lorenz Nieberl               | NSZK             | Stanley Benham, Patrick Martin                                | USA                       | Felix Endrich, Werner Spring          | Svájc            |
| 1953 Garmisch-Partenkirchen | Felix Endrich, Fritz Stöckli                | Svájc            | Anderl Ostler, Franz Kemser                                   | NSZK                      | Theo Kitt, Lorenz Niebert             | NSZK             |
| 1954 Cortina d’Ampezzo      | Guglielmo Scheibmeier, Andrea Zambelli      | Olaszország      | Italo Petrelli, Luigi Figoli                                  | Olaszország               | Stanley Benham, James Bickford        | USA              |
| 1955 St. Moritz             | Fritz Feierabend, Harry Warburton           | Svájc            | Paul Aste, Pepi Isser                                         | Ausztria                  | Franz Kapus, Heinrich Angst           | Svájc            |
| 1957 St. Moritz             | Eugenio Monti, Renzo Alvera                 | Olaszország      | Arthur Tyler, Thomas Butler                                   | USA                       | Alfonso de Portago, Luis Nunoz        | Spanyolország    |
| 1958 Garmisch-Partenkirchen | Eugenio Monti, Renzo Alvera                 | Olaszország      | Sergio Zardini, Sergio Siorpaes                               | Olaszország               | Paul Aste, Pepi Isser                 | Ausztria         |
| 1959 St. Moritz             | Eugenio Monti, Renzo Alvera                 | Olaszország      | Sergio Zardini, Sergio Siorpaes                               | Olaszország               | Arthur Tyler, Thomas Butler           | USA              |
| 1960 Cortina d’Ampezzo      | Eugenio Monti, Renzo Alvera                 | Olaszország      | Franz Schelle, Otto Göbl                                      | NSZK                      | Sergio Zardini, Luciano Alberti       | Olaszország      |
| 1961 Lake Placid            | Eugenio Monti, Sergio Siorpaes              | Olaszország      | Gary Sheffield, Jerry Tennant                                 | USA                       | Sergio Zardini, Romano Bonagura       | Olaszország      |
| 1962 Garmisch-Partenkirchen | Rinaldo Ruatti, Enrico de Lorenzo           | Olaszország      | Sergio Zardini, Romano Bonagura                               | Olaszország               | Hans Maurer, Adolf Wörmann            | NSZK             |
| 1963 Igls                   | Eugenio Monti, Sergio Siorpaes              | Olaszország      | Sergio Zardini, Romano Bonagura                               | Olaszország               | Anthony Nash, Robin Dixon             | Nagy-Britannia   |
| 1965 St. Moritz             | Anthony Nash, Robin Dixon                   | Nagy-Britannia   | Rinaldo Ruatti, Enrico de Lorenzo                             | Olaszország               | Vic Emery, Michael Young              | Kanada 1921–1957 |
| 1966 Cortina d’Ampezzo      | Eugenio Monti, Sergio Siorpaes              | Olaszország      | Gianfranco Gaspari, Leonardo Cavallini                        | Olaszország               | Anthony Nash, Robin Dixon             | Nagy-Britannia   |
| 1967 Alpe d’Huez            | Erwin Thaler, Reinhold Durnthaler           | Ausztria         | Nevio De Zordo, Edoardo de Martin                             | Olaszország               | Howard Clifton, James Crall           | USA              |
| 1969 Lake Placid            | Nevio de Zordo, Adriano Frassinelli         | Olaszország      | Ion Panţuru, Dumitru Focseneanu                               | Románia                   | Gianfranco Gaspari, Mario Armano      | Olaszország      |
| 1970 St. Moritz             | Horst Floth, Pepi Bader                     | NSZK             | Wolfgang Zimmerer, Peter Utzschneider                         | NSZK                      | Gion Caviezel, Hans Candrian          | Svájc            |
| 1971 Cervinia               | Gianfranco Gaspari, Mario Armano            | Olaszország      | Enzo Vicario, Corrado Dal Fabbro                              | Olaszország               | Herbert Gruber, Josef Oberhauser      | Ausztria         |
| 1973 Lake Placid            | Wolfgang Zimmerer, Peter Utzschneider       | NSZK             | Hans Candrian, Heinz Schenker                                 | Svájc                     | Ion Panţuru, Dumitru Focseneanu       | Románia          |
| 1974 St. Moritz             | Wolfgang Zimmerer, Peter Utzschneider       | NSZK             | Georg Heibl, Fritz Ohlwärter                                  | NSZK                      | Fritz Lüdi, Karl Häseli               | Svájc            |
| 1975 Cervinia               | Giorgio Alvera, Franco Perruquet            | Olaszország      | Georg Heibl, Fritz Ohlwärter                                  | NSZK                      | Fritz Lüdi, Karl Häseli               | Svájc            |
| 1977 St. Moritz             | Hans Hiltebrand, Heinz Meier                | Svájc            | Fritz Lüdi, Hansjörg Trachsel                                 | Svájc                     | Stefan Gaisreiter, Manfred Schumann   | NSZK             |
| 1978 Lake Placid            | Erich Schärer, Josef Benz                   | Svájc            | Meinhard Nehmer, Raimund Bethge                               | NDK                       | Jakob Resch, Walter Barfuss           | NSZK             |
| 1979 Königssee              | Erich Schärer, Josef Benz                   | Svájc            | Stefan Gaisreiter, Manfred Schumann, Fritz Ohlwärter          | NSZK                      | Toni Mangold, Stefan Späte            | NSZK             |
| 1981 Cortina d’Ampezzo      | Bernhard Germeshausen, Hans-Jürgen Gerhardt | NDK              | Horst Schönau, Andreas Kirchner                               | NDK                       | Erich Schärer, Josef Benz             | Svájc            |
| 1982 St. Moritz             | Erich Schärer, Max Rüegg                    | Svájc            | Hans Hiltebrand, Ulrich Bächli                                | Svájc                     | Horst Schönau, Andreas Kirchner       | NDK              |
| 1983 Lake Placid            | Ralph Pichler, Urs Leuthold                 | Svájc            | Erich Schärer, Max Rüegg                                      | Svájc                     | Wolfgang Hoppe, Dietmar Schauerhammer | NDK              |
| 1985 Cervinia               | Wolfgang Hoppe, Dietmar Schauerhammer       | NDK              | Detlef Richter, Steffen Grummt                                | NDK                       | Szintisz Ekmanisz, Nyikolaj Zsirov    | Szovjetunió      |
| 1986 Königssee              | Wolfgang Hoppe, Dietmar Schauerhammer       | NDK              | Ralph Pichler, Celeste Poltera                                | Svájc                     | Detlef Richter, Steffen Grummt        | NDK              |
| 1987 St. Moritz             | Ralph Pichler, Celest Poltera               | Svájc            | Hans Hiltebrand, André Kisser                                 | Svájc                     | Wolfgang Hoppe, Dietmar Schauerhammer | NDK              |
| 1989 Cortina d’Ampezzo      | Wolfgang Hoppe, Bogdan Musiol               | NDK              | Gustav Weder, Bruno Gerber                                    | Svájc                     | Jānis Ķipurs, Aldis Intlers           | Szovjetunió      |
| 1990 St. Moritz             | Gustav Weder, Bruno Gerber                  | Svájc            | Harald Czudaj, Axel Jang                                      | NDK                       | Wolfgang Hoppe, Bogdan Musiol         | NDK              |
| 1991 Altenberg              | Rudi Lochner, Markus Zimmermann             | Németország      | Gustav Weder, Curdin Morell                                   | Svájc                     | Wolfgang Hoppe, René Hannemann        | Németország      |
| 1993 Igls                   | Christoph Langen, Peer Jöchel               | Németország      | Gustav Weder, Donat Acklin                                    | Svájc                     | Wolfgang Hoppe, René Hannemann        | Németország      |
| 1995 Winterberg             | Christoph Langen, Olaf Hampel               | Németország      | Pierre Lueders, Jack Pyc                                      | Kanada                    | Eric Alard, Éric Le Chanony           | Franciaország    |
| 1996 Calgary                | Christoph Langen, Markus Zimmermann         | Németország      | Pierre Lueders, Dave MacEachern                               | Kanada                    | Reto Götschi, Guido Acklin            | Svájc            |
| 1997 St. Moritz             | Reto Götschi, Guido Acklin                  | Svájc            | Günther Huber, Antonio Tartaglia                              | Olaszország               | Brian Shimer, Robert Olesen           | USA              |
| 1999 Cortina d’Ampezzo      | Günther Huber, Ubaldo Ranzi, Enrico Costa   | Olaszország      | Christoph Langen, Markus Zimmermann                           | Németország               | Bruno Mingeon, Emmanuel Hostache      | Franciaország    |
| 2000 Altenberg              | Christoph Langen, Markus Zimmermann         | Németország      | André Lange, René Hoppe                                       | Németország               | Christian Reich, Urs Aeberhand        | Svájc            |
| 2001 St. Moritz             | Christoph Langen, Marco Jakobs              | Németország      | Reto Götschi, Cedric Grand                                    | Svájc                     | Martin Annen, Beat Hefti              | Svájc            |
| 2003 Lake Placid            | André Lange, Kevin Kuske                    | Németország      | Pierre Lueders, Giulio Zardo                                  | Svájc                     | René Spies, Franz Sagmeister          | Németország      |
| 2004 Königssee              | Pierre Lueders, Giulio Zardo                | Kanada           | Christoph Langen, Markus Zimmermann                           | Németország               | André Lange, Kevin Kuske              | Németország      |
| 2005 Calgary                | Pierre Lueders, Lascelles Brown             | Kanada           | André Lange, Kevin Kuske                                      | Németország               | Martin Annen, Beat Hefti              | Svájc            |
| 2007 St. Moritz             | André Lange, Kevin Kuske                    | Németország      | Ivo Rüegg, Aleksandr Streltsov, Tommy Herzog                  | Svájc                     | Simone Bertazzo, Samuele Romanini     | Olaszország      |
| 2008 Altenberg              | André Lange, Kevin Kuske                    | Németország      | Thomas Florschütz, Mirko Pätzold                              | Németország               | Alekszandr Zubkov, Alekszej Vojevoda  | Oroszország      |
| 2009 Lake Placid            | Ivo Rüegg, Cédric Grand                     | Svájc            | Thomas Florschütz, Marc Kühne                                 | Németország               | Steven Holcomb, Curtis Tomasevicz     | USA              |
| 2011 Königssee              | Alekszandr Zubkov, Alekszej Vojevoda        | Oroszország      | Thomas Florschütz, Kevin Kuske Manuel Machata, Andreas Bredau | Németország · Németország | –                                     | –                |
| 2012 Lake Placid            | Steven Holcomb, Steven Langton              | USA              | Lyndon Rush, Jesse Lumsden                                    | Kanada                    | Maximilian Arndt, Kevin Kuske         | Németország      |
| 2013 St. Moritz             | Francesco Friedrich, Janis Bäcker           | Németország      | Beat Hefti, Thomas Lamparter                                  | Svájc                     | Thomas Florschütz, Andreas Bredau     | Németország      |
| 2015 Winterberg             |                                             |                  |                                                               |                           |                                       |                  |
| 2016 Igls                   |                                             |                  |                                                               |                           |                                       |                  |

## Férfi négyes
- 1966-ban Toni Pensberger német versenyző halálos balesete miatt a versenyt törölték.
- 1967-ben a meleg idő miatt a pálya használhatatlanná vált, a versenyt törölték.

| Év, helyszín                | Világbajnok                                                                  | Világbajnok      | Ezüstérmes                                                                       | Ezüstérmes       | Bronzérmes | Bronzérmes        |
| 1930 Caux-sur-Montreux      | Franco Zaninetta, Giorgio Biasini, Antonio Dorini, Gino Rossi                | Olaszország 1861 | Jean Mollen, John Schneiter, André Mollen, William Prichard                      | Svájc            | Fritz Grau, Picker, Bertram, Albert Brehme                                                                                 | Németország       |
| 1931 St. Moritz             | Werner Zahn, Robert Schmidt, Franz Bock, Emil Hinterfeld                     | Németország      | René Fonjallaz, Gustave Fonjallaz, N. Buchheim, Gaston Fonjallaz                 | Svájc            | Dennis Field, P. Coote, R. Wallace, J. Newcombe                                                                            | Nagy-Britannia    |
| 1934 Garmisch-Partenkirchen | Hanns Killian, Fritz Schwarz, Hermann von Valta, Sebastian Huber             | Németország 1933 | Emil Angelescu, Teodor Popescu, Dumitru Gheorghiu, Ion Gribincea                 | Románia          | Jean de Suarez d'Aulan, Rheims, Bemish, Jacques Bridou                                                                     | Franciaország     |
| 1935 St. Moritz             | Hanns Killian, Alexander Gruber, Hermann von Valta, Sebastian Huber          | Németország 1933 | Pierre Musy, Noldi Gartmann, Charles Bouvier, Josef Beerli                       | Svájc            | Reto Capadrutt, Fritz Feierabend, A. Lardi, H. Tami                                                                        | Svájc             |
| 1937 St. Moritz             | Frederic McEvoy, David S. Looker, Charles Green, Byran H. Black              | Nagy-Britannia   | Gerhard Fischer, Lohfeld, H. Fischer, Rolf Thielecke                             | Németország 1933 | Donald Fox, Tippi Gray, Bill Dupree, James Bickford                                                                        | USA               |
| 1938 Garmisch-Partenkirchen | Frederick McEvoy, David S. Looker, Charles Green, Chris MacKintosh           | Nagy-Britannia   | Hanns Killian, Werner Windhaus, Bobby Braumiller, Franz Kemser                   | Németország 1933 | Gerhard Fischer, Lohfeld, H. Fischer, Rolf Thielecke                                                                       | Németország 1933  |
| 1939 Cortina d’Ampezzo      | Fritz Feierabend, dr. Heinz Cattani, Alphonse Hörning, Joseph Beerli         | Svájc            | Frederick McEvoy, Hoard, Critchley, Charles Green                                | Nagy-Britannia   | Hanns Killian, Werner Windhaus, Hans Schmidt, Franz Kemser                                                                 | Németország 1933  |
| 1947 St. Moritz             | Fritz Feierabend, Friedrich Waller, Felix Endrich, Stephan Waser             | Svájc            | Max Houben, Claude Houben, Albert Lerat, Jacques Mouvet                          | Belgium          | Achille Fould, Henri Evrot, Robert Dumont, William Hirigoyen                                                               | Franciaország     |
| 1949 Lake Placid            | Stanley Benham, Patrick Martin, William Casey, William D'Amico               | USA              | James Bickford, Henry Sterns, Pat Buckley, Donald Dupree                         | USA              | Fritz Feierabend, Werner Spring, Friedrich Waller, Heinrich Angst                                                          | Svájc             |
| 1950 Cortina d’Ampezzo      | Stanley Benham, Patrick Martin, James Atkinson, William D'Amico              | USA              | Fritz Feierabend, Albert Madörin, Romi Spada, Stephen Waser                      | Svájc            | Franz Kapus, Franz Stöckli, Hans Bolli, Heinrich Angst                                                                     | Svájc             |
| 1951 Alpe d’Huez            | Anderl Ostler, Xaver Leitl, Miche Pössinger, Lorenz Nieberl                  | NSZK             | Stanley Benham, Patrick Martin, James Atkinson, Gary Sheffield                   | USA              | Franz Kapus, Franz Stöckli, Hans Bolli, Heinrich Angst                                                                     | Svájc             |
| 1953 Garmisch-Partenkirchen | Lloyd Johnson, Piet Biesiadecki, Hubert Miller, Joseph Smith                 | USA              | Anderl Ostler, Heinz Wendlinger, Hans Hohenester, Rudi Erben                     | NSZK             | Kjell Holmström, Walter Aronsson, Nils Landgren, Jan Lapidoth Hans Rösch, Michael Pössinger, Dix Terne, Sylvester Wackerle | Svédország · NSZK |
| 1954 Cortina d’Ampezzo      | Fritz Feierabend, Harry Warburton, Gottfried Diener, Heinrich Angst          | Svájc            | Hans Rösch, Michael Pössinger, Dix Terne, Sylvester Wackerle                     | NSZK             | Theo Kitt, Josef Grün, Klaus Koppenberger, Lorenz Niebert                                                                  | NSZK              |
| 1955 St. Moritz             | Franz Kapus, Gottfried Diener, Robert Alt, Heinrich Angst                    | Svájc            | Fritz Feierabend, Aby Gartmann, Harry Warburton, Rolf Gerber                     | Svájc            | Franz Schelle, Jakob Nirschl, Hans Henn, Edmund Koller                                                                     | NSZK              |
| 1957 St. Moritz             | Hans Zoller, Hans Theler, Rolf Küderli, Heinz Leu                            | Svájc            | Eugenio Monti, Ferdinando Piani, Lino Pierdica, Renzo Alverà                     | Olaszország      | Arthur Tyler, John Cole, Robert Hagemes, Thomas Butler                                                                     | USA               |
| 1958 Garmisch-Partenkirchen | Hans Rösch, Alfred Hammer, Theodore Bauer, Walter Haller                     | NSZK             | Franz Schelle, Eduard Kaltenberger, Josef Sterff, Otto Göbl                      | NSZK             | Sergio Zardini, Massimo Bogana, Renato Mocellini, Alberto Righini                                                          | Olaszország       |
| 1959 St. Moritz             | Arthur Tyler, Gary Sheffield, Parker Vooris, Charles Thomas Butler           | USA              | Sergio Zardini, Alberto Righini, Ferruccio Dalla Torre, Romano Bonagura          | Olaszország      | Franz Schelle, Eduard Kaltenberger, Josef Sterff, Otto Göbl                                                                | NSZK              |
| 1960 Cortina d’Ampezzo      | Eugenio Monti, Furio Nordio, Sergio Siorpaes, Renzo Alvera                   | Olaszország      | Hans Rösch, Alfred Hammer, Theodore Bauer, Albert Kandlbinder                    | NSZK             | Max Angst, Hansjörg Hirschbühl, Gottfried Kottmann, René Kuhl                                                              | Svájc             |
| 1961 Lake Placid            | Eugenio Monti, Sergio Siorpaes, Furio Nordio, Benito Rigoni                  | Olaszország      | Stanley Benham, Gary Sheffield, Jerry Tennant, Chuck Pandolph                    | USA              | Gunnar Åhs, Gunnar Carpö, Erik Wennerberg, Börje-Bengt Hedblom                                                             | Svédország        |
| 1962 Garmisch-Partenkirchen | Franz Schelle, Josef Sterff, Ludwig Siebert, Otto Göbl                       | NSZK             | Sergio Zardini, Ferruccio Dalla Torre, Enrico de Lorenzo, Romano Bonagura        | Olaszország      | Franz Isser, Pepi Isser, Heini Isser, Fritz Isser                                                                          | Ausztria          |
| 1963 Igls                   | Sergio Zardini, Ferruccio Dalla Torre, Renato Mocellini, Romano Bonagura     | Olaszország      | Angelo Frigerio, Mario Pallua, Luigi de Bettin, Sergio Mocellini                 | Olaszország      | Erwin Thaler, Reinhold Dumthaler, Josef Nairz, Adolf Koxeder                                                               | Ausztria          |
| 1965 St. Moritz             | Victor Emery, Gerald Presley, Michael Young, Peter Kirby                     | Kanada 1921–1957 | Nevio de Zordo, Italo de Lorenzo, Pietro Lesana, Robert Mocellini                | Olaszország      | Fred Fortune, Richard Knuckles, Joe Wilson, James Lord                                                                     | USA               |
| 1969 Lake Placid            | Wolfgang Zimmerer, Peter Utzschneider, Walter Steinbauer, Stefan Gaisreiter  | NSZK             | Gianfranco Gaspari, Sergio Pompanin, Roberto Zandonella, Mario Armano            | Olaszország      | Les Fenner, Robert Huscher, Howard Siler, Allen Hachigian                                                                  | USA               |
| 1970 St. Moritz             | Nevio de Zordo, Roberto Zandonella, Mario Armano, Luciano De Paolis          | Olaszország      | Wolfgang Zimmerer, Walter Steinbauer, Pepi Bader, Peter Utzschneider             | NSZK             | René Stadler, Hans Candrian, Max Forster, Peter Schärer                                                                    | Svájc             |
| 1971 Cervinia               | René Stadler, Max Forster, Erich Schärer, Peter Schärer                      | Svájc            | Oscar d'Andrea, Alessandro Bignozzi, Antonio Brabcaccio, Renzo Caldera           | Olaszország      | Wolfgang Zimmerer, Stefan Gaisreiter, Walter Steinbauer, Peter Utzschneider                                                | NSZK              |
| 1973 Lake Placid            | René Stadler, Werner Camichel, Erich Schärer, Peter Schärer                  | Svájc            | Werner Delle Karth, Walter Delle Karth, Hans Eichinger, Fritz Sperling           | Ausztria         | Wolfgang Zimmerer, Stefan Gaisreiter, Walter Steinbauer, Peter Utzschneider                                                | NSZK              |
| 1974 St. Moritz             | Wolfgang Zimmerer, Peter Utzschneider, Manfred Schumann, Albert Wurzer       | NSZK             | Hans Candrian, Guido Casty, Yves Marchand, Gaudenz Beeli                         | Svájc            | Werner Delle Karth, Walter Delle Karth, Hans Eichinger, Fritz Sperling                                                     | Ausztria          |
| 1975 Cervinia               | Erich Schärer, Peter Schärer, Werner Camichel, Sepp Benz                     | Svájc            | Wolfgang Zimmerer, Peter Utzschneider, Albert Wurzer, Fritz Ohlwärter            | NSZK             | Manfred Stengl, Gert Krenn, Franz Jacob, Armin Vilas                                                                       | Ausztria          |
| 1977 St. Moritz             | Meinhard Nehmer, Bernhard Germeshausen, Hans-Jürgen Gerhardt, Raimund Bethge | NDK              | Erich Schärer, Ulrich Bächli, Rudolf Marti, Josef Benz                           | Svájc            | Jakob Resch, Herbert Berg, Fritz Ohlwärter, Walter Barfuss                                                                 | NSZK              |
| 1978 Lake Placid            | Horst Schönau, Horst Bernhard, Harald Seifert, Bogdan Musiol                 | NDK              | Erich Schärer, Ulrich Bächli, Rudolf Marti, Josef Benz                           | Svájc            | Meinhard Nehmer, Bernhard Germeshausen, Hans-Jürgen Gerhardt, Raimund Bethge                                               | NDK               |
| 1979 Königssee              | Stefan Gaisreiter, Dieter Gebhard, Hans Wagner, Heinz Busche                 | NSZK             | Meinhard Nehmer, Detlef Richter, Bernhard Germeshausen, Hans-Jürgen Gerhardt     | NDK              | Erich Schärer, Ulrich Bächli, Hansjörg Trachsel, Josef Benz                                                                | Svájc             |
| 1981 Cortina d’Ampezzo      | Bernhard Germeshausen, Hans-Jürgen Gerhardt, Henry Gerlach, Michael Trübner  | NDK              | Hans Hiltebrand, Kurt Poletti, Franz Weinberger, Franz Isenegger                 | Svájc            | Erich Schärer, Max Rüegg, Tony Rüegg, Josef Benz                                                                           | Svájc             |
| 1982 St. Moritz             | Silvio Giobellina, Heinz Stettler, Urs Salzmann, Rico Freiermuth             | Svájc            | Bernhard Lehmann, Roland Wetzig, Bogdan Musiol, Eberhard Weise                   | NDK              | Erich Schärer, Franz Isenegger, Tony Rüegg, Max Rüegg                                                                      | Svájc             |
| 1983 Lake Placid            | Ekkehard Fasser, Hans Maerchy, Kurt Poletti, Rolf Strittmatter               | Svájc            | Klaus Kopp, Gerhard Öchsle, Günther Neuberger, Hans-Joachim Schumacher           | NSZK             | Detlef Richter, Henry Gerlach, Thomas Forch, Dietmar Jerke                                                                 | NDK               |
| 1985 Cervinia               | Bernhard Lehmann, Matthias Trübner, Ingo Voge, Steffen Grummt                | NDK              | Detlef Richter, Dietmar Jerke, Bodo Ferl, Matthias Legler                        | NDK              | Silvio Giobellina, Heinz Stettler, Urs Salzmann, Rico Freiermuth                                                           | Svájc             |
| 1986 Königssee              | Erich Schärer, Kurt Meier, Erwin Fassbind, André Kisser                      | Svájc            | Peter Kienast, Franz Siegl, Gerhard Redl, Christian Mark                         | Ausztria         | Ralph Pichler, Heinrich Notter, Celeste Poltera, Roland Beerli                                                             | Svájc             |
| 1987 St. Moritz             | Hans Hiltebrand, Urs Fehlmann, Erwin Fassbind, André Kisser                  | Svájc            | Wolfgang Hoppe, Bogdan Musiol, Roland Wetzig, Dietmar Schauerhammer              | NDK              | Ralph Pichler, Heinrich Ott, Edgar Dietsche, Celeste Poltera                                                               | Svájc             |
| 1989 Cortina d’Ampezzo      | Gustav Weder, Curdin Morell, Bruno Gerber, Lorenz Schindelholz               | Svájc            | Nico Baracchi, Christian Reich, Donat Acklin, René Mangold                       | Svájc            | Wolfgang Hoppe, Bodo Ferl, Bogdan Musiol, Ingo Voge                                                                        | NDK               |
| 1990 St. Moritz             | Gustav Weder, Bruno Gerber, Curdin Morell, Lorenz Schindelholz               | Svájc            | Harald Czudaj, Tino Bonk, Alexander Szelig, Axel Jang                            | NDK              | Ingo Appelt, Gerhard Redl, Jürgen Mandl, Harald Winkler                                                                    | Ausztria          |
| 1991 Altenberg              | Wolfgang Hoppe, Bogdan Musiol, Axel Kühn, Christoph Langen                   | Németország      | Gustav Weder, Bruno Gerber, Lorenz Schindelholz, Curdin Morell                   | Svájc            | Harald Czudaj, Tino Bonk, Axel Jang, Alexander Szelig                                                                      | Németország       |
| 1993 Igls                   | Gustav Weder, Donat Acklin, Kurt Meier, Domenico Semeraro                    | Svájc            | Hubert Schösser, Harald Winkler, Gerhard Redl, Gerhard Haidacher                 | Ausztria         | Brian Shimer, Bryan Leturgez, Karlos Kirby, Randy Jones                                                                    | USA               |
| 1995 Winterberg             | Wolfgang Hoppe, René Hannemann, Ulf Hielscher, Carsten Embach                | Németország      | Hubert Schösser, Gerhard Redl, Thomas Schroll, Martin Schützenauer               | Ausztria         | Harald Czudaj, Thorsten Voss, Udo Lehmann, Alexander Szelig                                                                | Németország       |
| 1996 Calgary                | Christoph Langen, Markus Zimmermann, Sven Rühr, Olaf Hampel                  | Németország      | Marcel Rohner, Markus Wasser, Thomas Schreiber, Roland Tanner                    | Svájc            | Wolfgang Hoppe, Thorsten Voss, Sven Peter, Carsten Embach                                                                  | Németország       |
| 1997 St. Moritz             | Wolfgang Hoppe, René Hannemann, Carsten Embach, Sven Rühr                    | Németország      | Dirk Wiese, Christoph Bartsch, Thorsten Voss, Michael Liekmeier                  | Németország      | Brian Shimer, Chip Minton, Randy Jones, Robert Olesen                                                                      | USA               |
| 1999 Cortina d’Ampezzo      | Bruno Mingeon, Emmanuel Hostache, Eric LeChanony, Max Robert                 | Franciaország    | Marcel Rohner, Markus Nüssli, Beat Hefti, Silvio Schaufelberger                  | Svájc            | Pierre Lueders, Ken Leblanc, Ben Hindle, Matt Hindle                                                                       | Kanada            |
| 2000 Altenberg              | André Lange, René Hoppe, Lars Behrendt, Carsten Embach                       | Németország      | Christoph Langen, Markus Zimmermann, Tomas Plazter, Sven Rühr                    | Németország      | Christian Reich, Bruno Aeberhard, Urs Aeberhand, Domenic Keller                                                            | Svájc             |
| 2001 St. Moritz             | Christoph Langen, Markus Zimmermann, Sven Peter, Alex Metzger                | Németország      | André Lange, Lars Behrendt, René Hoppe, Carsten Embach                           | Németország      | Christian Reich, Steve Anderhub, Urs Aeberhand, Domenic Keller                                                             | Svájc             |
| 2003 Lake Placid            | André Lange, Kevin Kuske, René Hoppe, Carsten Embach                         | Németország      | Todd Hays, Bill Schuffenhauer, Randy Jones, Garrett Hines                        | USA              | Alekszandr Zubkov, Aleszkej Szeliversztov, Szergej Golubjov, Dmitrij Sztyepuskin                                           | Oroszország       |
| 2004 Königssee              | André Lange, Kevin Kuske, René Hoppe, Udo Lehman                             | Németország      | Christoph Langen, Christoph Heyder, Enrico Kühn, Jens Nohka                      | Németország      | Todd Hays, Pavel Jovanovic, Bill Schuffenhauer, Steve Mesler                                                               | USA               |
| 2005 Calgary                | André Lange, René Hoppe, Kevin Kuske, Martin Putze                           | Németország      | Alekszandr Zubkov, Szergej Golubjov, Aleszkej Szeliversztov, Dmitrij Sztyepuskin | Oroszország      | Pierre Lueders, Ken Kotyk, Morgan Alexander, Lascelles Brown                                                               | Kanada            |
| 2007 St. Moritz             | Ivo Rüegg, Thomas Lamparter, Beat Hefti, Cédric Grand                        | Svájc            | Pierre Lueders, Ken Kotyk, David Bissett, Lascelles Brown                        | Kanada           | André Lange, René Hoppe, Kevin Kuske, Martin Putze                                                                         | Németország       |
| 2008 Altenberg              | André Lange, René Hoppe, Kevin Kuske, Martin Putze                           | Németország      | Alekszandr Zubkov, Roman Oresnyikov, Dmitrij Trunyenkov, Dmitrij Sztyepuskin     | Oroszország      | Matthias Höpfner, Ronny Listner, Thomas Pöge, Alex Mann                                                                    | Németország       |
| 2009 Lake Placid            | Steven Holcomb, Justin Olsen, Steve Mesler, Curtis Tomasevicz                | USA              | André Lange, Alexander Rödiger, Kevin Kuske, Martin Putze                        | Németország      | Jānis Miņins, Daumants Dreiškens, Oskars Melbārdis, Intars Dambis                                                          | Lettország        |
| 2011 Königssee              | Manuel Machata, Richard Adjei, Andreas Bredau, Christian Poser               | Németország      | Karl Angerer, Christian Friedrich, Alex Mann, Gregor Bermbach                    | Németország      | Steven Holcomb, Justin Olsen, Steven Langton, Curtis Tomasevicz                                                            | USA               |
| 2012 Lake Placid            | Steven Holcomb, Justin Olsen, Steven Langton, Curtis Tomasevicz              | USA              | Maximilian Arndt, Alexander Rödiger, Kevin Kuske, Martin Putze                   | Németország      | Manuel Machata, Marko Huebenbecker, Andreas Bredau, Christian Poser                                                        | Németország       |
| 2013 St. Moritz             | Maximilian Arndt, Marko Hübenbecker, Alexander Rödiger, Martin Putze         | Németország      | Alekszandr Zubkov, Alekszej Nyegodajlo, Dmitrij Trunenykov, Makszim Mokruszov    | Oroszország      | Steven Holcomb, Justin Olsen, Steven Langton, Curtis Tomasevicz                                                            | USA               |
| 2015 Winterberg             |                                                                              |                  |                                                                                  |                  | |                   |
| 2016 Igls                   |                                                                              |                  |                                                                                  |                  | |                   |

## Női kettes
| Év, helyszín     | Világbajnok                                   | Világbajnok    | Ezüstérmes                           | Ezüstérmes     | Bronzérmes                         | Bronzérmes  |
| 2000 Winterberg  | Gabriele Kohlisch, Kathleen Hering            | Németország    | Jean Racine, Jennifer Davidson       | USA            | Françoise Burdet, Katharina Sutter | Svájc       |
| 2001 Calgary     | Francoise Burdet, Katharina Sutter            | Svájc          | Jean Racine, Jennifer Davidson       | USA            | Susi Erdmann, Tanja Hess           | Németország |
| 2003 Winterberg  | Susi Erdmann, Annegret Dietrich               | Németország    | Sandra Prokoff, Ulrike Holzner       | Németország    | Cathleen Martini, Yvonne Cernota   | Németország |
| 2004 Königssee   | Susi Erdmann, Kristina Bader                  | Németország    | Sandra Prokoff, Anja Schneiderheinze | Németország    | Jean Racine, Vonetta Flowers       | USA         |
| 2005 Calgary     | Sandra Prokoff-Kiriasis, Anja Schneiderheinze | Németország    | Nicola Minichiello, Jackie Davies    | Nagy-Britannia | Shauna Rohbock, Valerie Fleming    | USA         |
| 2007 St. Moritz  | Sandra Kiriasis, Romy Logsch                  | Németország    | Cathleen Martini, Janine Tischer     | Németország    | Shauna Rohbock, Valerie Fleming    | USA         |
| 2008 Altenberg   | Sandra Kiriasis, Romy Logsch                  | Németország    | Cathleen Martini, Janine Tischer     | Németország    | Claudia Schramm, Nicole Herschmann | Németország |
| 2009 Lake Placid | Nicola Minichiello, Gillian Cooke             | Nagy-Britannia | Shauna Rohbock, Elana Meyers         | USA            | Cathleen Martini, Janine Tischer   | Németország |
| 2011 Königssee   | Cathleen Martini, Romy Logsch                 | Németország    | Shauna Rohbock, Valerie Fleming      | USA            | Kaillie Humphries, Heather Moyse   | Kanada      |
| 2012 Lake Placid | Kaillie Humphries, Jennifer Ciochetti         | Kanada         | Sandra Kiriasis, Petra Lammert       | Németország    | Elana Meyers, Katie Eberling       | USA         |
| 2013 St. Moritz  | Kaillie Humphries, Chelsea Valois             | Kanada         | Elana Meyers, Katie Eberling         | USA            | Sandra Kiriasis, Franziska Bertels | Németország |
| 2015 Winterberg  |                                               |                |                                      |                |                                    |             |
| 2016 Igls        |                                               |                |                                      |                |                                    |             |

## Bob–szkeleton vegyes csapat
| Év, helyszín     | Világbajnok | Világbajnok | Ezüstérmes                                                                                  | Ezüstérmes  | Bronzérmes                                                                                               | Bronzérmes |
| 2007 St. Moritz  | Frank Kleber, Sandra Prokop-Kiriasis, Berit Wiacker, Monique Riekewald, Karl Angerer, Marc Kühne                | Németország | Eric Bernotas, Erin Pac, Emily Azevedo, Noelle Pikus-Pace, Mike Kohn, Curtis Tomasevicz     | USA         | Gregor Stähli, Sabrina Hafner, Katharina Sutter, Maya Pedersen, Ivo Rüegg, Thomas Lamparter              | Svájc      |
| 2008 Altenberg   | Sebastian Haupt, Sandra Prokoff-Kiriasis, Berit Wiacker, Anja Huber, Matthias Höpfner, Alexander Mann           | Németország | Jon Montgomery, Kaillie Humphries, Jenni Hucul, Michelle Kelly, Lyndon Rush, Nathan Cross   | Kanada      | Zach Lund, Erin Pac, Emily Azevedo, Katie Uhlaender, Steven Holcomb, Curtis Tomasevicz                   | USA        |
| 2009 Lake Placid | Frank Rommel, Sandra Prokoff-Kiriasis, Patricia Polifka, Marion Trott, Thomas Floschütz, Andreas Barucha        | Németország | Gregor Stähli, Sabrina Hafner, Anne Dietrich, Maya Pedersen, Ivo Rüegg, Cedric Grand        | Svájc       | Eric Bernotas, Shauna Rohbock, Valerie Fleming, Katie Uhlaender, Steven Holcomb, Justin Olsen            | USA        |
| 2011 Königsse    | Michi Halilović, Sandra Prokoff-Kiriasis, Stephanie Schneider, Marion Thees, Francesco Friedrich, Florian Becke | Németország | Frank Rommel, Cathleen Martini, Kristin Steinert, Anja Huber, Karl Angerer, Alex Mann       | Németország | Jon Montgomery, Kaillie Humphries, Heather Moyse, Mellisa Hollingsworth, Lyndon Rush, Cody Sorensen      | Kanada     |
| 2012 Lake Placid | Matthew Antoine, Elana Meyers, Emily Azevedo, Katie Uhlaender, Steven Holcomb, Justin Olsen                     | USA         | Frank Rommel, Sandra Kiriasis, Berit Wiacker, Marion Thees, Maximilian Arndt, Steven Deja   | Németország | John Fairbairn, Kaillie Humphries, Emily Baadsvik, Mellisa Hollingsworth, Justin Kripps, Timothy Randall | Kanada     |
| 2013 St. Moritz  | John Daly, Lolo Jones, Emily Azevedo, Noelle Pikus-Pace, Steven Holcomb, Curtis Tomasevicz                      | USA         | Frank Rommel, Sandra Kiriasis, Sarah Noll, Marion Thees, Francesco Friedrich, Gino Gerhardi | Németország | Eric Neilson, Kaillie Humphries, Chelsea Valois, Sarah Reid, Lyndon Rush, Cody Sorensen                  | Kanada     |
| 2015 Winterberg  | |             |                                                                                             |             | |            |
| 2016 Igls        | |             |                                                                                             |             | |            |